# Untertor (Winterthur)
Das Untertor ist eine etwa 180 m lange Strasse in Winterthur im Schweizer Kanton Zürich, die Teil der Winterthurer Altstadt und damit Teil der dortigen Fussgängerzone ist. Sie bildet zusammen mit der Marktgasse und dem Obertor die Hauptachse durch die Winterthurer Altstadt.

## Verlauf
Das Untertor beginnt beim Bahnhofplatz und bildet zusammen mit der Marktgasse, in die es nach dem Neumarkt nahtlos übergeht, und dem Obertor östlich der Marktgasse die wichtigste Achse in der Winterthurer Altstadt, die im Volksmund bis zum Graben auch «Schluuch» genannt wird.
Die Strasse ist Teil der unter nationalem Denkmalschutz stehenden Altstadt der Stadt Winterthur. Unter anderem findet sich im Haus Untertor 8 das durch eine Gedenktafel markierte Geburtshaus des Portraitmalers Anton Graff und am Untertor 30 das Gebäude der Zürcher Kantonalbank.

## Geschichte

Blick auf das Untertor mit der Eulachwuhr im Jahr 1866

Die Geschichte des Untertors und dessen Bebauung beginnt Ende des 13. Jahrhunderts als Erweiterung der Marktgasse, die damals die beste Adresse im mittelalterlichen Winterthur war. Dagegen wurde das Untertor vor allem von Handwerkern und Gewerbetreibenden bewohnt und trug wie das ganze Gebiet «vor dem Niedertor» keinen eigenen Namen. Einzige Ausnahme dazu bildete ein Adelshaus direkt beim Untertor, das von den Burgherren von Hoh-Wülflingen und später von den Herren von Seen und Herren von Rümlang bewohnt wurde. Dieses Haus ging später in den Besitz des Klosters Rüti über und wurde so nach der Reformation 1540 zum Zürcher Amtshaus umfunktioniert. Das Untertor wurde um 1290 in die Stadtbefestigung einbezogen und war spätestens 1340 mit dem Bau des Untertors selbst am östlichen Ende der Gasse vollständig Teil der befestigten Altstadt.
Im Gegensatz zu heute war das Untertor noch im 17. Jahrhundert neben Geschäften auch eine Wohngasse. So wurden in einem Bevölkerungsverzeichnis von 1672 50 Haushalte mit 240 Einwohnern, also rund fünf Personen pro Haushalt aufgeführt, diese Zahl stieg bis Mitte des 18. Jahrhunderts auf rund sieben Personen pro Haushalt. Zu den bekanntesten Bewohnern zu jener Zeit zählten die Familien Liechti am Untertor 2 und die Graff am Untertor 8 und 10. Um 1700 wurde mit Hans Heinrich Pfau erstmals ein Anwohner des Untertors Schultheiss der Stadt Winterthur.
Im 19. Jahrhundert änderte sich das Erscheinungsbild der Gasse. 1835 wurde auch das Zürcher Amtshaus durch den Stadtrat erworben, worin dieser ein Waisenhaus errichtete. Ins gleiche Jahr fällt auch die Eindeckelung des Stadtbachs, der dadurch aus dem Winterthurer Stadtbild verschwand. Weiteren Einfluss hatte 20 Jahre später die Ankunft der Eisenbahn in Winterthur im Jahr 1855. In der Folge wurden unter anderem das gleich beim Bahnhof liegende Amtshaus abgerissen und weitere Gebäude durch modernere Geschäftsbauten ersetzt. 1865 wurde dem Untertor auch offiziell der Name Untertorgasse verliehen. In den 1860er-Jahren wurde in Winterthur die Schleifung der Stadttore beschlossen, dem auch das 1867 abgerissene Untertor und zuletzt 1870 der Untere Bogen zum Opfer fielen. 1893 wurde die Untertor-Vereinigung als Nachbarschaft Untertor gegründet. Jedoch war auch danach das Erscheinungsbild weiterhin von Handwerksbetrieben geprägt; so lässt sich aus der Beschreibung des damaligen Stadtrats Alexander Isler entnehmen, dass das Untertor weiterhin von Bäckern und Metzgern geprägt war sowie einer Filiale der Hypothekar- und Handelsbank Winterthur.
Der nächste Entwicklungssprung war in den 1950er- und 1960er-Jahren zu verzeichnen. 1954 wurde am Untertor in der Adventszeit erstmals eine von den Untertorgeschäften finanzierte Weihnachtsbeleuchtung aufgehängt, die 1965 durch die heutige Festtagsbeleuchtung ersetzt wurde. 1976 wurde das Untertor als Folge der 1973 angenommenen Volksinitiative für eine autofreie Altstadt auf Initiative des Untertorvereins auf eigene Kosten ausgeebnet und damit als erster Teil der Altstadt autofrei, nachdem zuvor ein städtisches Projekt mit einer eingebauten Schneeschmelzanlage an der Urne gescheitert war. 1981 entstand am Untertor 30 der Neubau der Zürcher Kantonalbank.